# Gigahutiowate
Gigahutiowate (Heptaxodontidae) – wymarła rodzina ssaków z rzędu gryzoni.
Prawdopodobnie co najmniej dwa gatunki gigahutiowatych żyjące na Karaibach (Amblyrhiza i Clidomys) zniknęły z powierzchni ziemi być może dopiero w okresie przybycia Hiszpanów. W przekazach pojawia się używana przez tubylców zwyczajowa nazwa Quemi.

## Morfologia i występowanie
Gigahutiowate były dużymi gryzoniami. Wagę największego z nich, z rodzaju Amblyrhiza szacowano nawet na 200kg. Były więc znacznie większe od obecnie żyjących gryzoni. Czaszka tych zwierząt była solidnie zbudowana, szczęka wyposażona w 20 zębów. Zachowany kościec H. wskazuje że były to zwierzęta niezdarne, ciężkie. 
Szczątki Heptaxodontidae dotychczas znaleziono w Haiti, na Jamajce, Portoryko, Anguilla i Saint Martin. Ze względu na wielkość, podejrzewa się, że żył wyłącznie na ziemi.

## Systematyka
Do obecnego czasu wyodrębniono dwie podrodziny i cztery rodzaje z rodziny gigahutiowatych:

Podrodzina Clidomyinae Woods, 1989 – legendarki z rodzajem:
- Clidomys – legendarek
  - Clidomys osborni – legendarek duży – występował na Jamajce. Nie ma pewności kiedy gatunek ten wyginął i czy było to związane z podbojem Jamajki przez człowieka. Długość ciała szacuje się na 75 do 108 centymetrów

Podrodzina Heptaxodontinae Anthony, 1917 – gigahutie z rodzajami:
- Amblyrhiza – wodnohutia
  - Amblyrhiza inundata – wodnohutia tępozębna – jest znany na karaibskiej wyspy Anguilla i Saint Martin. W tym rodzaju, nie było istotnych różnic co do wielkości w stosunku do najbardziej reprezentatywnych. Były wielkości niedźwiedzia. Długość czaszki (podobnej do czaszki nutrii Myocastoridae) wynosiła 40 cm, a waga dochodziła do 200 kg. Nie wiadomo, czy zwierzęta te były tępione przez Indian, czy też wymarły przed przybyciem ludzi na wyspy.
- Elasmodontomys – gigahutia
  - Elasmodontomys obliquus – gigahutia płytkozębna – lokalizowany w kilku miejscach w Portoryko. Miały proporcje paki nizinnej, ale głowy miały znacznie bardziej masywne. Występowały niegdyś obficie w zalesionych regionach wyspy, ale prawdopodobnie zostały wybite przez  Indian.
- Quemisia – wielkohutia
  - Quemisia gravis – wielkohutia krętozębna – występował w Haiti. Szczątki znaleziono także w Dominikanie. Były to gryzonie o tej samej wielkości co Elasmodontomys - ich waga jest szacowana na 20 kg. Istnieją informacje źródłowe, że Hiszpanie polowali na Quemisia gravis, a więc można byłoby przyjąć, że zwierzęta te wymarły w pierwszej połowie XVI wieku. Nie ma jednak pewności, że te informacje nie dotyczyły żyjącego do dziś na tych wyspach gryzoni rodzaju Plagiodontia.